# Rabeneck (Obertaufkirchen)
Rabeneck ist ein Ortsteil in der Gemeinde Obertaufkirchen im oberbayerischen Landkreis Mühldorf am Inn.

## Lage
Die Einöde Rabeneck liegt in der Gemarkung Oberornau 4,6 Kilometer südlich von Obertaufkirchen und 3,5 km südwestlich der Autobahnausfahrt 16 (Schwindegg) der Bundesautobahn A 94 (jeweils in der Luftlinie). Südöstlich davon fließt der Schwarzenbach über den Annabrunner Bach und den Kagenbach der Isen zu.

## Bevölkerungsentwicklung
Im Jahr 1861 lebten zwei Einwohner in zwei Gebäuden in der Einöde. Um 1871 lebten in Rabeneck sechs Einwohner. Im Mai 1987 gab es sechs Einwohner in einem Wohngebäude.
| Jahr      | 1861 | 1871 | 1925 | 1950 | 1970 | 1987 |
| Einwohner | 2    | 6    | 7    | 2    | 5    | 6    |